# Moldoplast
Moldoplast a fost o companie producătoare de materiale metalice și plastice din Iași.
Compania produce plăci, folii, tuburi și profile din materiale plastice.
Moldoplast a fost cumpărată în anul 2005 de omul de afaceri sirian Michael Nseir.
În iulie 2007, acționarul majoritar era Autoritatea pentru Valorificarea Activelor Statului, cu un pachet de 96,3%.
În anul 2011, compania a intrat în insolvență.
Cifra de afaceri:
- 2007: 3,5 milioane lei [5]
- 2006: 2,5 milioane lei [6]

Număr de angajați:
- 2003: 420 [7]
- 1999: 700 [8]
- 1989: 2.700 [7]